# Carlos Parra Aranzo
Carlos Parra Aranzo (Madrid, España, 18 de febrero de 1996) es un futbolista español.

## Trayectoria
Se formó en las categorías inferiores del Real Madrid.
Ha pasado por clubes como el Atl. Madrid C, el CD Toledo B, el Alcobendas Sp. y el AD Alcorcón B.
El 12 de julio de 2019, llega libre al Zamora Club de Fútbol firmando por 1 temporada.

## Clubes
| Club           | País   | Año       |
| -------------- | ------ | --------- |
| Atl. Madrid C  | España | 2014-2015 |
| CD Toledo B    | España | 2015-2016 |
| Alcobendas Sp. | España | 2016-2017 |
| AD Alcorcón B  | España | 2017-2019 |
| Zamora CF      | España | 2019-2022 |